# バガン航空
バガン航空（Air Bagan）はミャンマーの民間航空会社である。2004年の設立以降、国内線を運航してきたが、2007年5月ヤンゴン～バンコクで国際線就航を果たした。

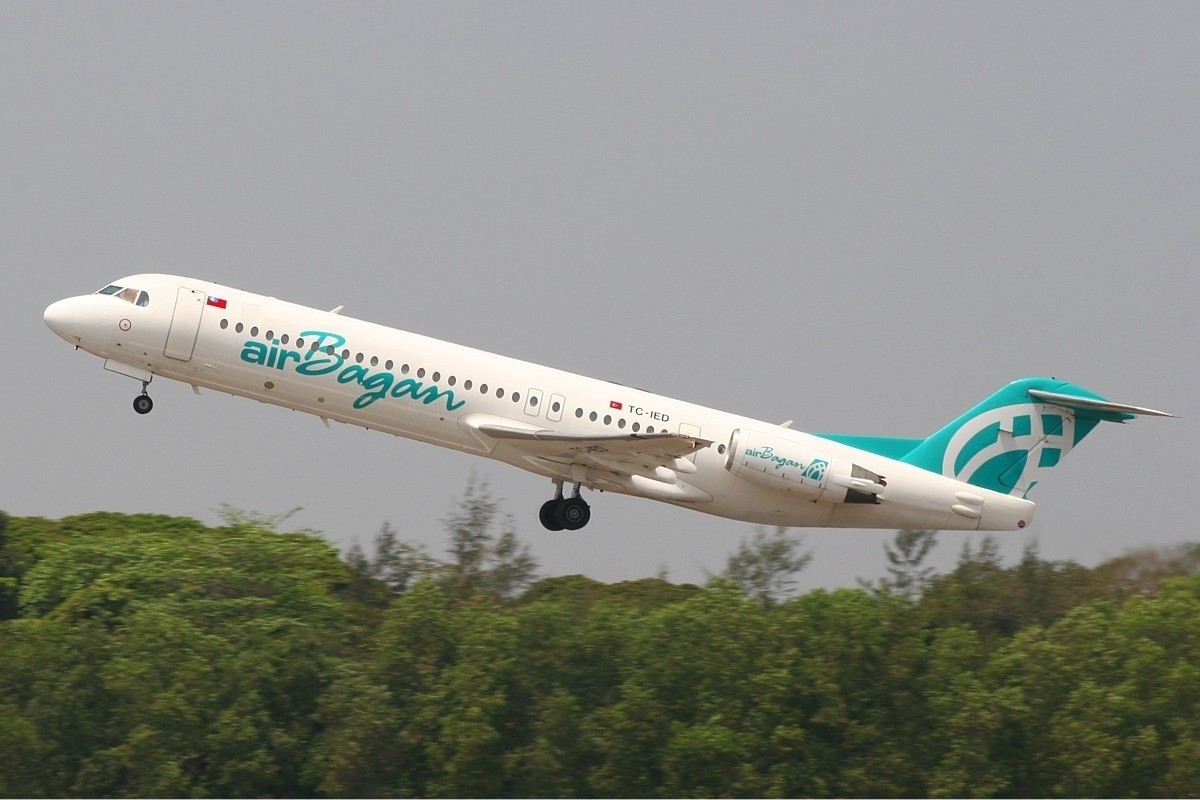
フォッカー100

2014年1月8日、航空会社を評価するサイト AirlineRatings.com において、全世界の航空会社を比較調査した結果、安全性において2つ星の低い評価を受け、448会社中ワースト10にランキングされた。

## 就航地
すべての便が en:Asian Wings Airways による運航（コードシェア）とされている。

## 保有機材
- ATR-72型機 1機